# エレクトリック・ライト・オーケストラ
エレクトリック・ライト・オーケストラ（Electric Light Orchestra）は、イングランド出身のロックバンド。通称「ELO」。
前身のロックバンド、ザ・ムーブから発展。1972年から1986年の間、米国で最も多くの（ビルボード40位以内の）ヒット曲を放ち、1980年代まで世界的な人気を博した。1990年代以降は創設メンバー ジェフ・リンやベヴ・ベヴァンらが、冠名義で活動している。2017年『ロックの殿堂』入り。ウォール・ストリート・ジャーナルが選ぶ史上最も人気のバンド100組でELOは第47位。

## 概要・サウンドスタイル
レコードデビュー後しばらくの間、ロックバンドにストリングス楽器担当（チェロ2名、バイオリン1名）がメンバーとして在籍するユニークな編成で、クラシックの弦楽三重奏の要素を取り入れた独特のサウンドが特徴だった。
1974年発表の『エルドラド』でストリングス・アレンジにルイス・クラークを迎えて以降、レコーディングではロックバンドとフル編成のオーケストラ・サウンドを融合させた楽曲アレンジを構成するように変化し、バンド内のストリングスメンバーのサウンド面への貢献は減少した。
その後、1970年代後半から1980年代にかけて、従来のオーケストラ・サウンドに加えてシンセサイザーを多用した楽曲アレンジをするようになり、よりポップな方向へサウンドを変化させていった。1979年発表のアルバム『ディスカバリー』を機に、ストリングス・メンバーを解雇（ライブのための「サポートメンバー」に降格）し、ギター、ベース、ドラム、キーボードの4人編成となった。

## 略歴

### 黎明期（1970年 - 1972年）

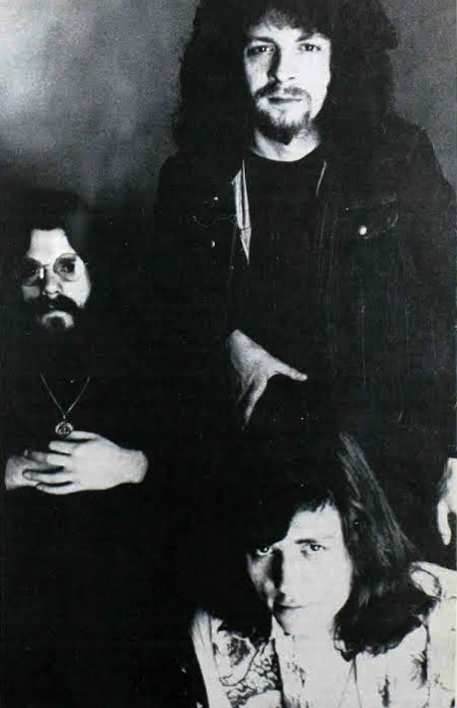
初期メンバー（1973年）

1970年、ロックバンド「ザ・ムーブ」が「エレクトリック・ライト・オーケストラ」(通称 ELO）という名を併用して活動するようになる。メンバーがロイ・ウッド、ジェフ・リン、ベヴ・ベヴァンの3人になった1971年、アルバム『エレクトリック・ライト・オーケストラ』で再デビュー。バンドはELO名義に一本化し、「ザ・ムーブ」の名は1972年頃に消滅した。次作制作途中でロイが脱退する。
1972年には、チャック・ベリーの曲をカバーした「ロール・オーバー・ベートーヴェン」が注目された。セカンド・アルバム『ELO2』（1972年）はポップとプログレッシブ・ロック両方の要素を含んでいた。

### 全盛期（1973年 - 1979年）
1973年には、ブルーアイド・ソウルの曲「ショウ・ダウン」がアメリカでの最初のヒットとなった。さらにサード・アルバム『第三世界の曙』(1973年）を発売。その後ビートルズ的なポップスの要素を強め、ヒットを連発した。
1974年、4thアルバム『エルドラド』が初の全米ゴールドディスクを獲得し、シングル「キャント・ゲット・イット・アウト・オブ・マイ・ヘッド」がヒットした。翌年の5thアルバム『フェイス・ザ・ミュージック』もヒット。1976年の「イーヴィル・ウーマン」は、やはりブルーアイド・ソウルの曲で全米ヒットとなっている。同年には「ストレンジ・マジック」もヒットした。6thアルバム『オーロラの救世主』(1976年）はプラチナディスクに輝いた。
その後、2枚組大作の7thアルバム『アウト・オブ・ザ・ブルー』（1977年）を発売し「テレフォン・ライン」が日米でヒット。翌年78年には「スウィート・トーキン・ウーマン」「ターン・トゥ・ストーン」がアメリカでヒットになっている。さらにELOは70s後半に大流行したディスコ・サウンドをELO流に解釈した8thアルバム『ディスカバリー』を1979年に発売した。79年には「シャイン・ラブ」（シャイン・ア・リトル・ラブ）「ロンドン行き最終列車」「ドント・ブリング・ミー・ダウン」などヒットを連発した。また同アルバムには「コンフュージョン」も収録され、アメリカではシングルカットされている。
1977年から1978年にかけて行われたワールドツアー（アウト・オブ・ザ・ブルー・ツアー）では、ステージ上にレーザービームが飛び交う巨大UFOを出現させ、メンバーがその中で演奏するという大がかりな演出で話題をさらった。ウェンブリー・アリーナ（1978年）のライブ作品も発売されている。同年に最初で最後の日本公演を開催。

### 安定期（1980年 - 1986年）

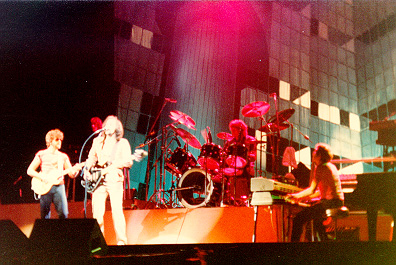
『タイム』ツアー（1981年-1982年）

1980年代、映画『ザナドゥ』のサウンドトラック（1980年）の片面を担当し、担当した6曲中3曲（「オリビア・ニュートン＝ジョン / ELO」名義による「ザナドゥ」含む）などが全米でヒットした。ただし芸能人であるオリビアと共演したことは、ELOのロック・バンドとしてのイメージを低下させた側面があった。
バンドは、ロイ・ウッドが脱退した『ELO2』以降、中心メンバーであるジェフ・リンがほとんど全曲を一人で書き、プロデュースしてレコードを制作していた。9thアルバム『タイム』(1981年）以降は更に顕著になり、リンのソロ・プロジェクト的な色合いが強まった。ルイス・クラーク解雇以降、売りであったストリングスサウンドは姿を消し、シンプルなポップ・ロックを志向するようになる。日本ではヒットが出なくなるが、アメリカでは「ホールド・オン・タイト」が81年にヒットしている。また83年の「ロックンロール・イズ・キング」もジェフ・リンのロック志向が出た佳曲だった。
また、この頃から契約中のエージェント「ドン・アーデン・マネージメント」とバンドの関係がこじれ始め、1981年の全米ツアー（『タイム』ツアー）は、思うようにライブスケジュールを組むことができず、中途半端な規模で半ば中止されるような形で終わってしまう。10thアルバム『シークレット・メッセージ』(1982年）発表時にはライブツアーの予定すら組まれなかった。
1980年代中盤頃、バンドとレコード会社の間の契約問題で活動が停滞し、更にメンバーのケリー・グロウカットが、リンとマネージメントを訴えるという事態が発生。バンドに嫌気が差したリンは、11thアルバム『バランス・オブ・パワー』(1986年）の発表と幾つかのギグ参加を最後に活動を放棄し、バンドは自然消滅した。80年代後半にはジェフ・リンは、ボブ・ディラン、ジョージ・ハリスン、トム・ペティ、ロイ・オービソンらと「トラベリング・ウィルベリーズ」を結成した。

### ELO Part II（1989年 - 2000年）

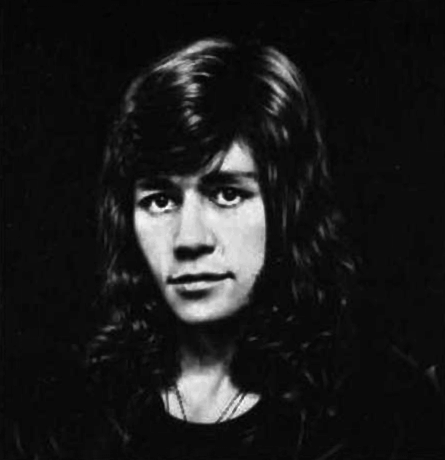
ベヴ・ベヴァン（1977年）

1988年、ベヴァンはリンに「ELOのアルバムをレコーディングしたい」と打診。しかし、リンが参加を拒否ししたため、ベヴァンはリンなしでのバンドの活動を行なう意志を示した。これに対して、名称権利を有するリンは難色を示す。打開策として「Part II」を追加した「Electric Light Orchestra Part II」という名で合意した。活動開始初期にジョン・ペインがメンバーとして採用されたが、正式加入前に離脱して、1991年にエイジアに参加。プロデューサーも交代して再度仕切り直し、ファースト・アルバム『銀河の探索者』がリリースされたのは、翌1990年であった。
ELO全盛期の旧メンバーであるミック・カミンスキー、セカンド・アルバム『モーメント・オブ・トゥルース』からはルイス・クラークやケリー・グロウカットも参加するなど、オーケストラ・サウンドとロックバンドを合わせた、1970年代のELOサウンドの再現を目ざした。しかしリン不在のELOは如何ともしがたく、アルバム・シングル共に新作が全米・全英でチャートインを記録する事はなかった。ライブでは往年のヒット曲を演奏し、オーストラリアやロシアで生オーケストラと共演したライブ・アルバムを発表している。
ELO Part II名義での最初のツアーは、コンスタンチン・クリメッツが指揮を務める80人編成のモスクワ交響楽団を迎えて行なわれた。
1999年1月にベイツが脱退し、パルテノン・ハクスリーが代わりにボーカルとギターを務めることとなった。11月に最後のライブを開催。
2000年初頭にバンド解散を発表。

### ジ・オーケストラ（2000年 - ）
2000年に「ELO Part II」が解散した後も、所属メンバーのミック・カミンスキーやルイス・クラーク、ケリー・グロウカットらは、「The Orchestra」の名前で活動を継続する。2001年にはアルバム『No Rewind』をリリース。その後もELO往年のヒット曲演奏を主体に、ライブ活動を続けている。
2008年、ライブ・アルバム『The Orchestra Live』をリリース。
2009年、「ELO Part II」からのデビュー20周年を記念したコンピレーションアルバム『Anthology - 20 Years and Counting...』をリリース。同年2月、ケリー・グロウカットが死去。
2021年2月16日、ルイス・クラークがオハイオ州で死去。

### ELO名義での再始動（2000年 - 2013年）
2000年、独自のメンバー編成によるELO名義で再始動する。過去にベヴ・ベヴァンとバンド名使用の問題で協議した件があったが、ベヴが引退した時期と重なり、あまり問題視されなかった。旧メンバーからは、リチャード・タンディが参加した。
2001年、ELO名義として15年ぶりの12thアルバム『ズーム』を発表。活動自体は当年度のみの短期間で終了する。
2012年、完全再録したコンピレーション『Mr. Blue Sky』をリリース。
2013年に『ズーム』期のライブ・アルバムをリリース。

### ジェフ・リンズELO（2014年 - ）

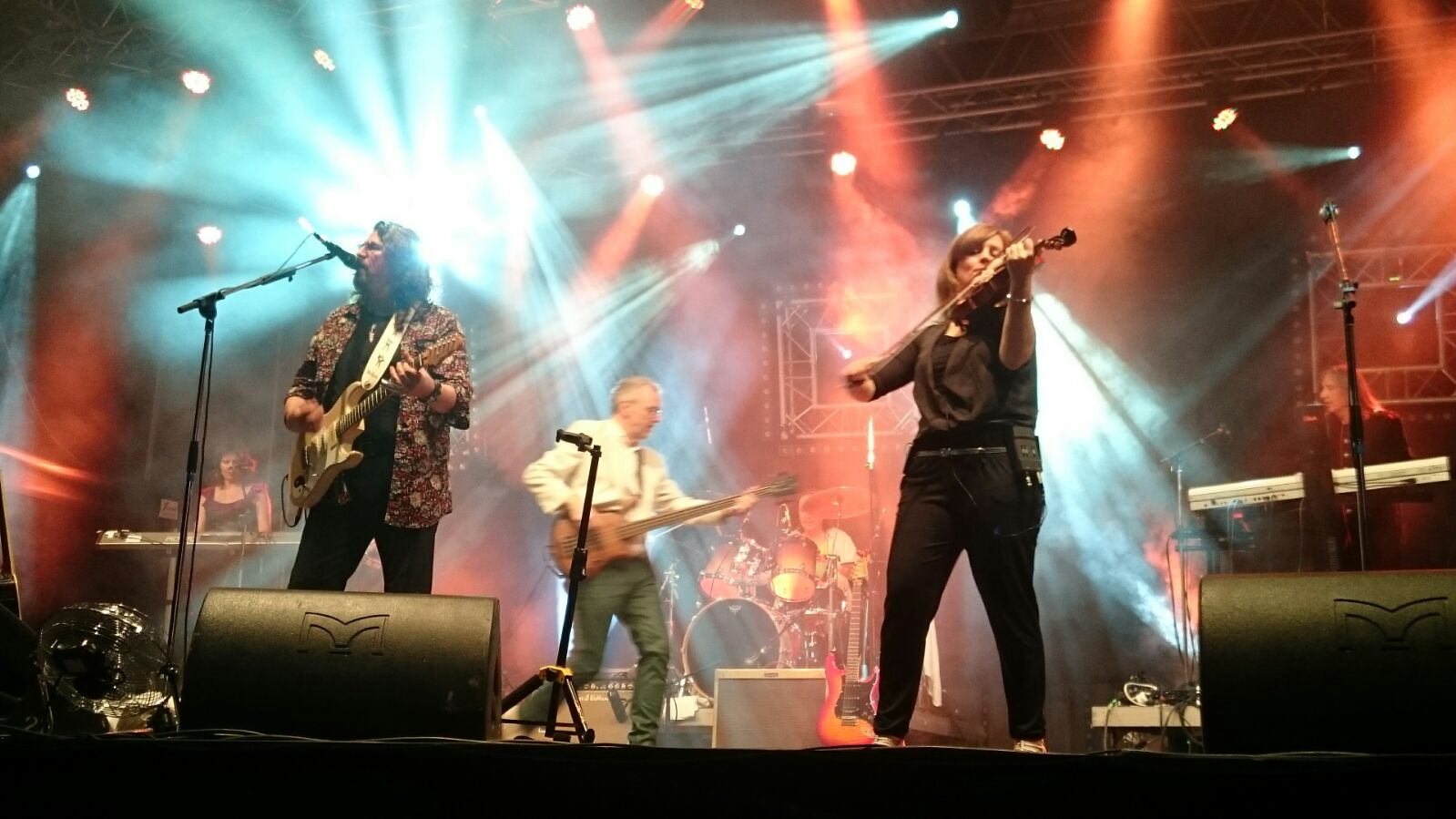
ジェフ・リンズELO - ドイツ公演（2015年7月）

2014年9月14日にハイドパークで開催されたBBCラジオ2主催の「フェスティヴァル・イン・ア・デイ」にヘッドライナーとして約30年ぶりに出演。リンとタンディは、ジェフ・リンズELOとして出演し、演奏にはテイク・ザットのバック・バンドとBBCコンサート・オーケストラが参加。
2015年、14年ぶりのスタジオアルバム『アローン・イン・ザ・ユニバース』を発表。
2016年、2005年にリリースしたコンピレーション『All Over The World』が11年越しで、9thアルバム『タイム』以来35年ぶりに全英1位を獲得。
2017年、ジェフ・リン体制としては37年ぶりの北米ツアーを開催。ELOが『ロックの殿堂』入り。対象メンバーはジェフ・リン、ベヴ・ベヴァン、ロイ・ウッド、リチャード・タンディの4名が選出された。
2019年、4年ぶりのスタジオアルバム『フロム・アウト・オブ・ノーウェア』を発表し、全英アルバム・チャートで1位を獲得。
2021年、ELOのデビュー50周年を記念したキャンペーンを展開。日本では、旧譜の大々的なリイシューを実施した。
2024年3月、解散に向けたファイナルツアーを公表。その最中の5月1日、殿堂入りメンバーのリチャード・タンディが死去する。8月、予定通り北米よりファイナルツアー「Over and Out Tour」が開幕。

## 主なメンバーの動向

### ジェフ・リン

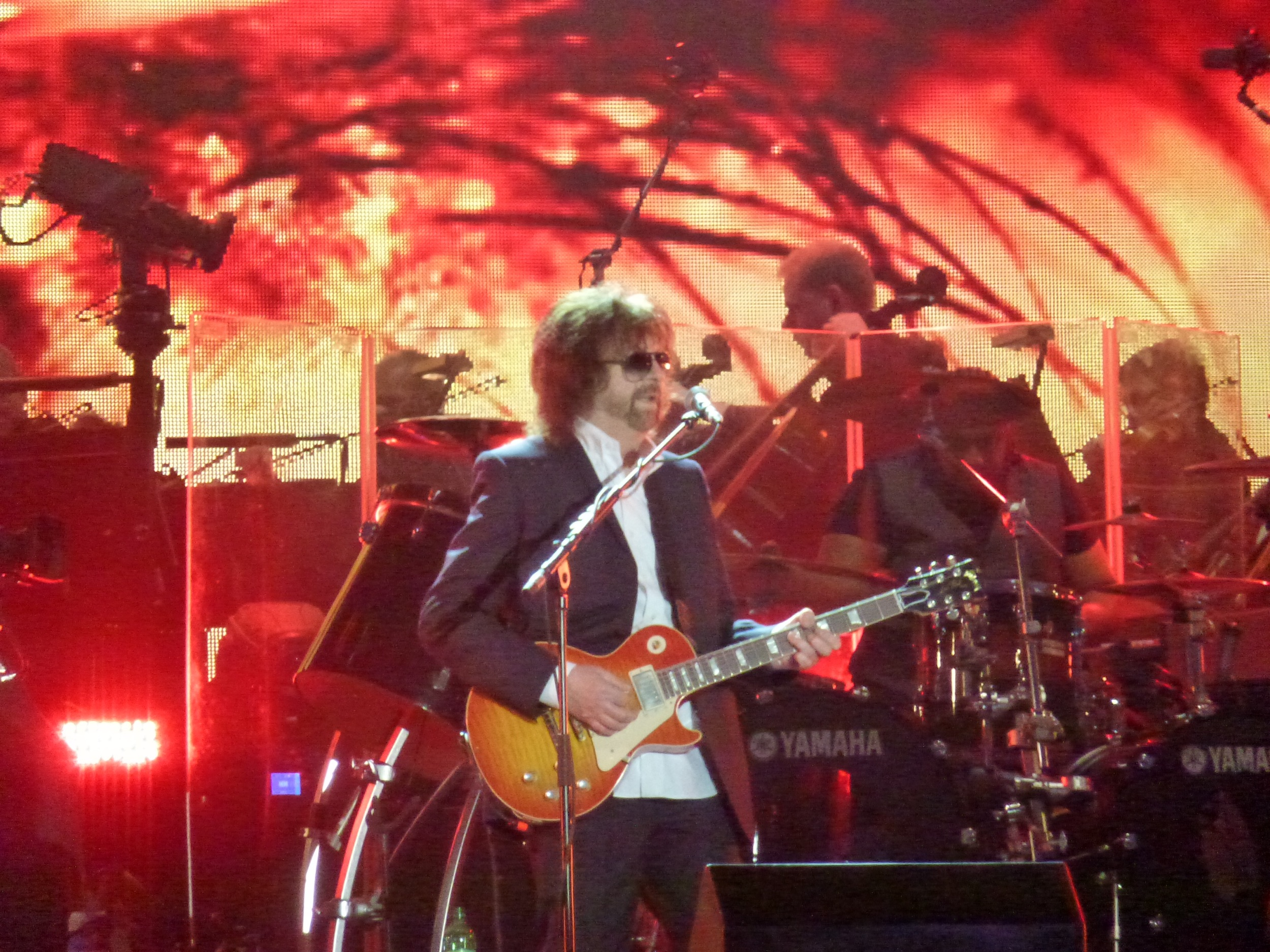
ジェフ・リン（2014年）

1980年代半ばからプロデューサーとしても活躍しており、ジョージ・ハリスン、リンゴ・スター、ポール・マッカートニー（共同プロデュース／以上、元ビートルズ）、デイヴ・エドモンズ、トム・ペティ、ロイ・オービソン、デル・シャノンなどを手掛けている。1988年から覆面スーパーバンドのトラヴェリング・ウィルベリーズ（Traveling Wilburys）に在籍。ウィルベリーズでも、サウンド・プロデューサー的な役割を果たしていた。1995年から1996年にかけて発売されたビートルズのアンソロジー・プロジェクトでは、協同プロデューサーとして念願の「ビートルズとの共演」を果たした。2020年、エリザベス女王の生誕日にてOBE（大英帝国勲章第4等)を授与。。

### ベヴ・ベヴァン
2000年に一旦引退したものの、2004年にリーダーバンド「ベヴ・ベヴァンズ・ザ・ムーブ」のリーダーとして音楽シーンに復帰した。ベヴの新バンドは、The Orchestraのメンバーを除いた、ELO Part IIの中核メンバーで構成されている。ベヴは、「このバンドは、ELOの曲もPart IIの曲も演奏しない」と宣言しており、その言葉通り、ザ・ムーブの曲を演奏することはあってもELOの曲は演奏していない。

### ロイ・ウッド

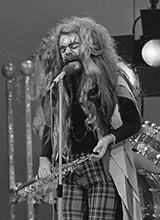
ロイ・ウッド（1974年）

ELO脱退後、ロックバンド「ウィザード」を結成。解散後はソロ活動に専念する。優れた作品を残しながらもジェフ・リンとは対照的に、正当な評価を受けない不遇の時代を過ごした。

### リチャード・タンディ
後期ELOのサポートメンバーだったデイヴ・モーガンと1980年代半ばに「The Tandy Morgan Band」を結成するなど独自の活動を展開する一方で、リンのソロプロジェクトやプロデュース作品にも参加している。他にも、ザ・ムーブ/ELO人脈での仕事をこなしており、Trevor Burton Bandの1998年のアルバム『Blue Moons』と欧州ツアーに参加した。
2014年に再始動した「ジェフ・リンズELO」にて、リン以外では唯一の元メンバーとして参加。
2024年5月1日、死去（76歳）。

### その他

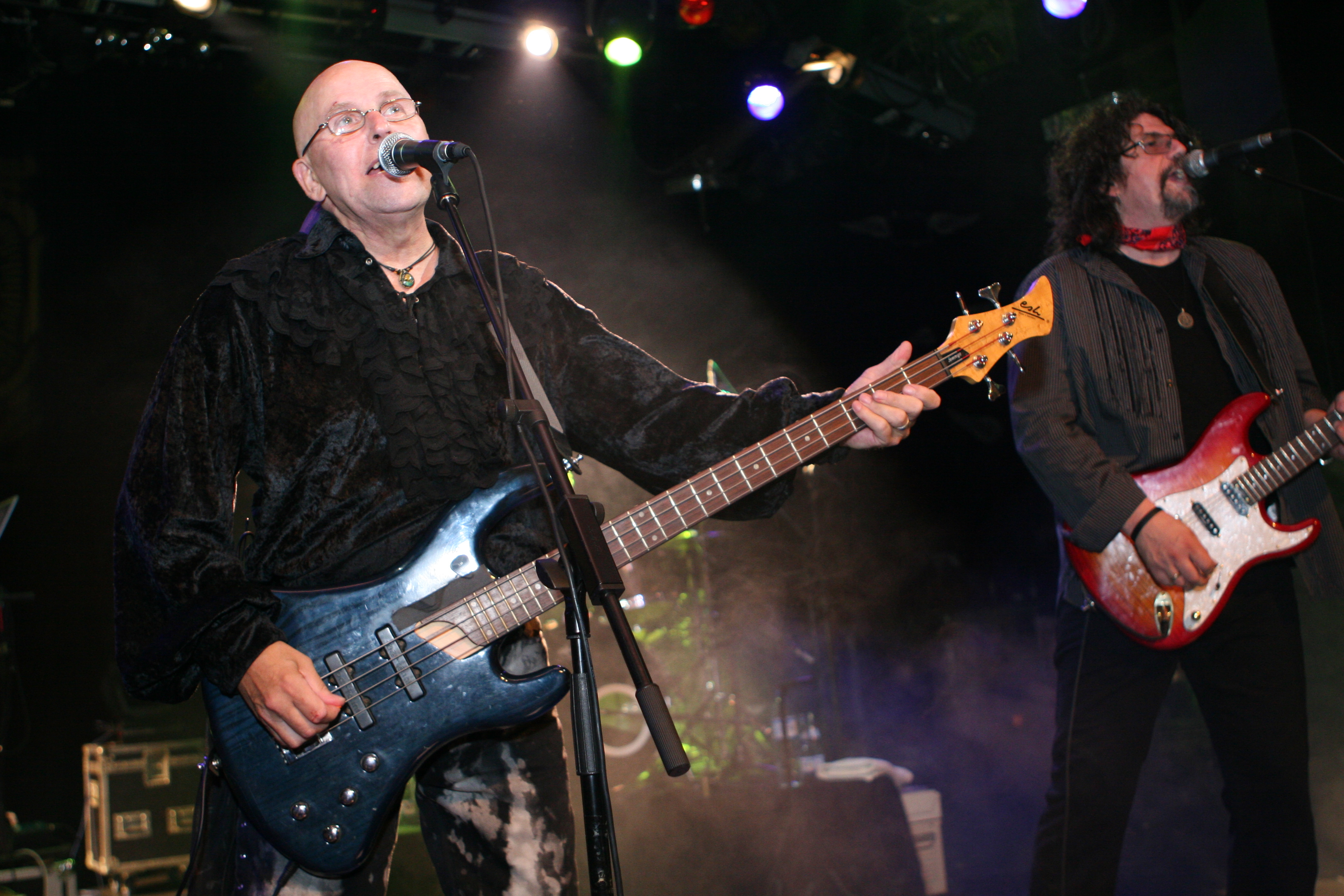
(左)ケリー・グロウカット（2008年）

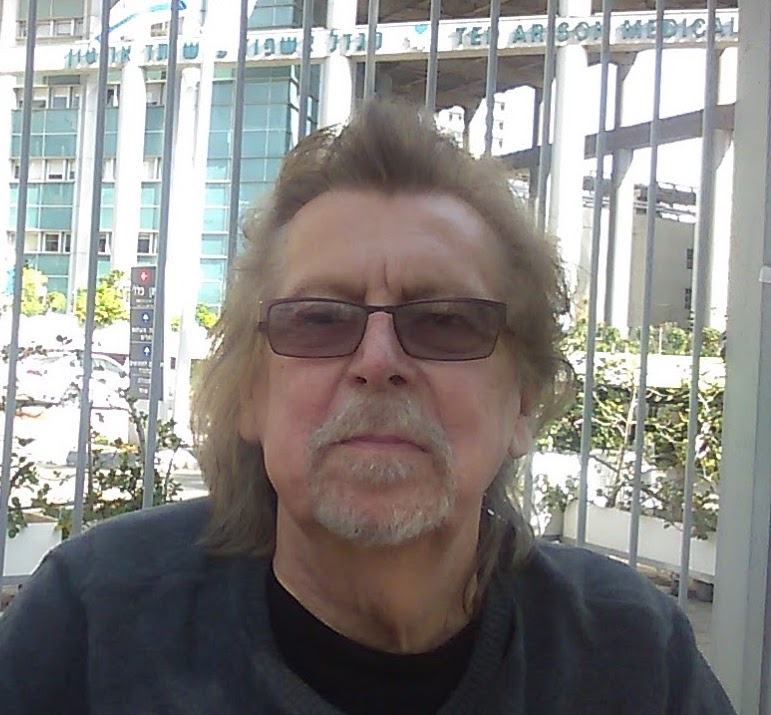
ルイス・クラーク（2017年）

ケリー・グロウカット、ミック・カミンスキー、ルイス・クラークらはELO Part IIのメンバーだったエリック・トロイヤー、パルテノン・ハクスリー、ゴードン・タウンゼンドと共に「The Orchestra」結成。それぞれソロでも活動している。

### 死去
- スティーブ・ウーラム - 1971年、活動早々に死去。
- ケリー・グロウカット - 2009年2月19日、心臓発作で死去（63歳）。
- マイク・エドワーズ - 2010年9月5日、イギリス南西部デボンで事故死（62歳）。
- ウィルフレッド・ギブソン - 2014年10月21日。
- ヒュー・マクダウェル - 2018年11月6日、故郷ロンドンにて病死（65歳）[32]。
- ルイス・クラーク - 2021年2月13日、米国オハイオ州にて病死（73歳）[33]

## メンバー

### 現ラインナップ

#### ジェフ・リンズELO
- ジェフ・リン (Jeff Lynne) - ボーカル、ギター、マルチプレイ（1970年-1986年、2000年-2001年、2014年-現在）
- リチャード・タンディ (Richard Tandy) - キーボード、マルチプレイ（1971年-1986年、2000年-2001年、2014年-2016年、2019年-2024年）

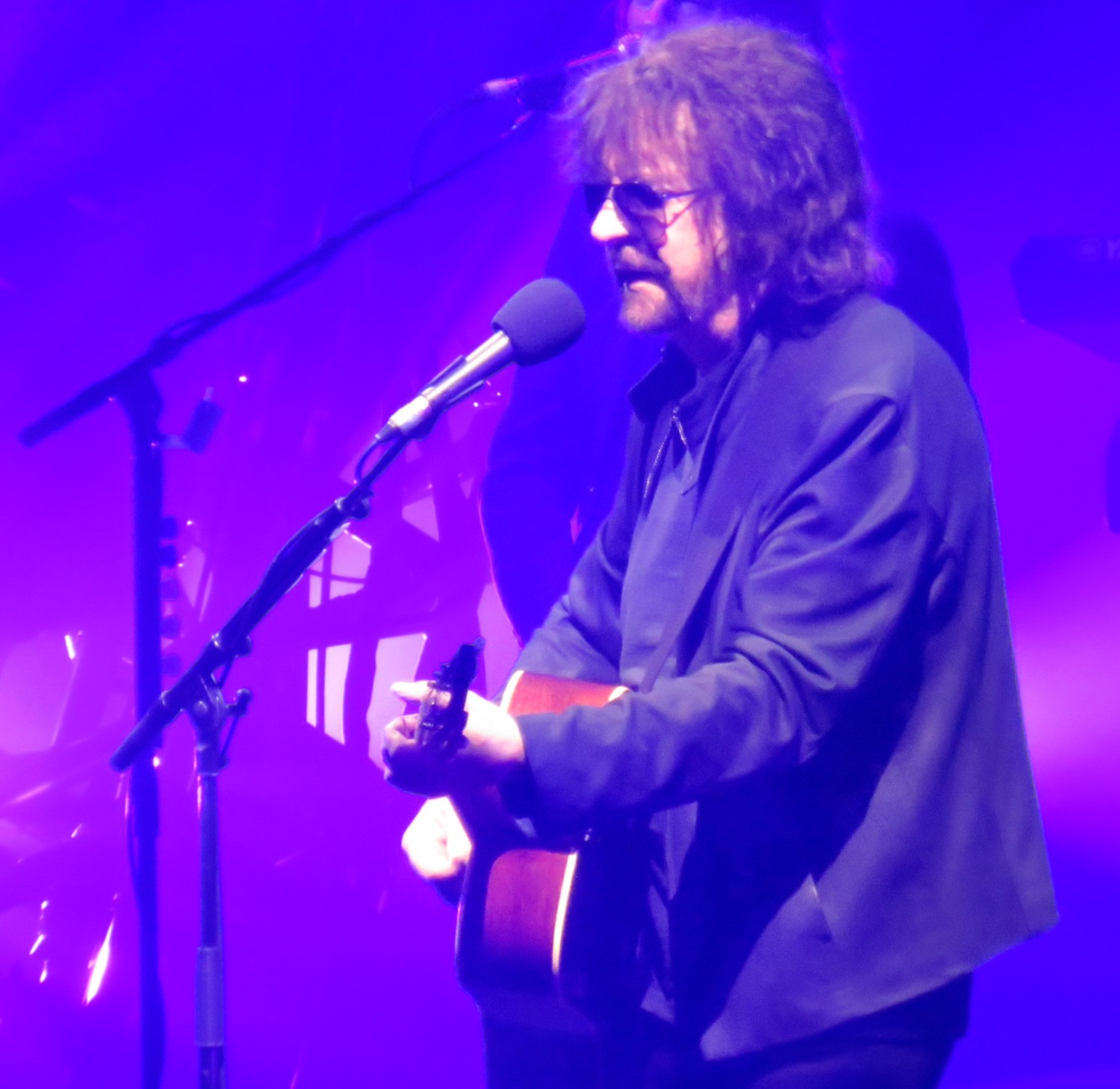
ジェフ・リン(G) 2016年

#### The Orchestra
- エリック・トロイヤー (Eric Troyer) - ギター、キーボード、ボーカル (2000年- )：ELO Part II
- ミク・カミンスキー (Mik Kaminski) - ヴァイオリン (2000年- )：ELO/ELO Part II
- ゴードン・タウンゼンド (Gordon Townsend) - ドラムス (2000年- )
- パルテノン・ハクスリー (Parthenon Huxley) - ベース、ボーカル (2000年-2007年、2011年- )：ELO Part II
- グレン・バーティック (Glen Burtnik) - ボーカル、ベース (2009年- )

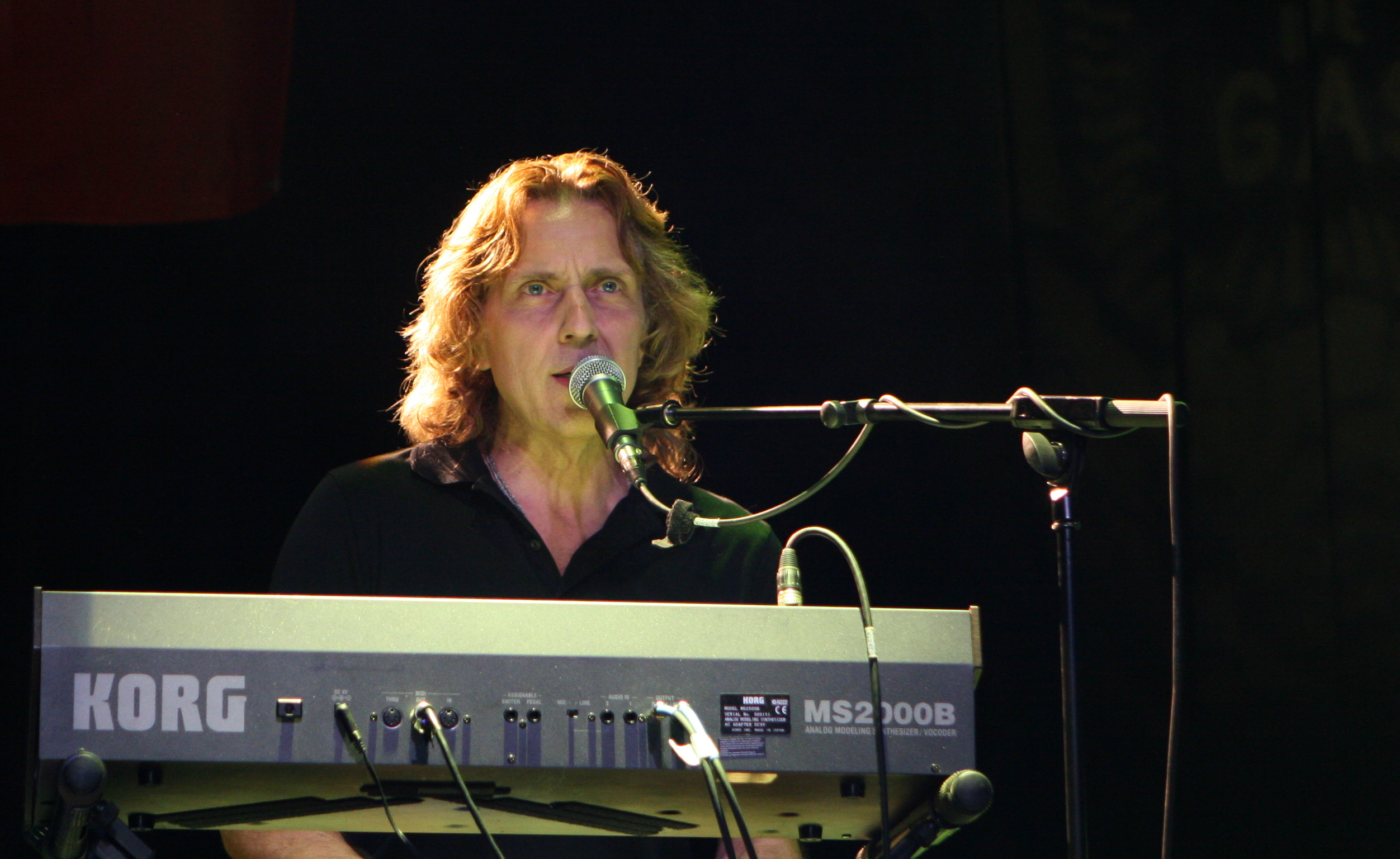
エリック・トロイヤー(G/Vo) 2008年
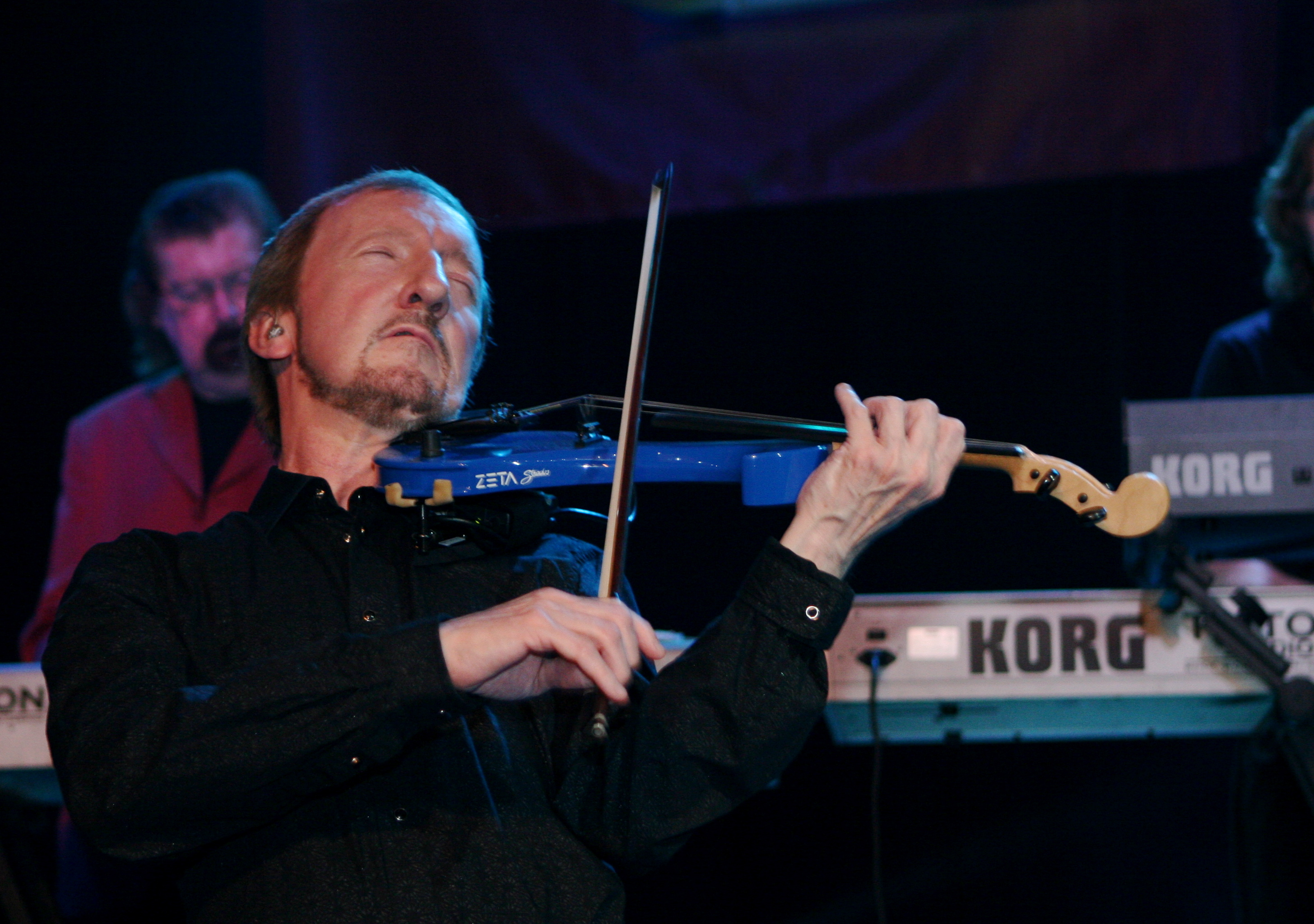
ミク・カミンスキー(Vio) 2008年

### 旧メンバー

#### クラシックELO
- ロイ・ウッド (Roy Wood) - ボーカル、マルチプレイ (1970年-1972年)
- リック・プライス (Rick Price) - ベース (1970年)
- ベヴ・ベヴァン (Bev Bevan) - ドラムス (1970年-1986年)：ELO Part II
- ビル・ハント (Bill Hunt) - ホルン (1971年-1972年)
- スティーブ・ウーラム (Steve Woolam) - ヴァイオリン (1971年) ※1971年死去
- アンディー・クレイグ (Andy Craig) - チェロ (1971年-1972年)
- ヒュー・マクダウェル (Hugh McDowell) - チェロ (1972年、1973年-1979年) ※2018年死去
- マイク・エドワーズ (Mike Edwards) - チェロ (1972年-1975年) ※2010年死去
- ウィルフレッド・ギブソン (Wilfred Gibson) - ヴァイオリン (1972年-1973年) ※2014年死去
- マイク・デ・アルバカーキ (Mike de Albuquerque) - ベース (1972年-1974年)
- コリン・ウォーカー (Colin Walker) - チェロ (1972年-1973年)
- ミク・カミンスキー (Mik Kaminski) - ヴァイオリン (1973年-1979年、1981年-1986年)：ELO Part II/The Orchestra
- ケリー・グロウカット (Kelly Groucutt) - ベース (1974年-1983年)：ELO Part II/The Orchestra ※2009年死去
- ルイス・クラーク (Louis Clark) - キーボード (1974年-1986年)：ELO Part II/The Orchestra ※2021年死去
- メルヴィン・ゲイル (Melvyn Gale) - チェロ、ピアノ (1975年-1979年)
- デイヴ・モーガン (Dave Morgan) - ギター (1981年-1986年)
- マーティン・スミス (Martin Smith) - ベース (1986年)

#### ELO Part II
- ベヴ・ベヴァン (Bev Bevan) - ドラムス (1989年-2000年)：ELO
- ルイス・クラーク (Louis Clark) - キーボード (1989年-2000年)：ELO/The Orchestra ※2021年死去
- エリック・トロイヤー (Eric Troyer) - ギター、ボーカル (1989年-2000年)：The Orchestra
- ピーター・ヘイコック (Pete Haycock) - ギター、ベース (1989年-1993年) ※2013年死去
- ニール・ロックウッド (Neil Lockwood) - ギター (1989年-1993年)
- ミク・カミンスキー (Mik Kaminski) – ヴァイオリン (1990年-2000年)：ELO/The Orchestra
- ケリー・グロウカット (Kelly Groucutt) - ベース (1991年-2000年)：ELO/The Orchestra ※2009年死去
- ヒュー・マクダウェル (Hugh McDowell) - チェロ (1991年-1992年)：ELO ※2018年死去
- フィル・ベイツ (Phil Bates) - ギター (1993年-1999年)
- パルテノン・ハクスリー (Parthenon Huxley) - ギター、ボーカル (1998年-2000年)：The Orchestra

#### The Orchestra
- ケリー・グロウカット (Kelly Groucutt) - ベース (2000年-2009年)：ELO/ELO Part II ※2009年死去
- フィル・ベイツ (Phil Bates) - ギター (2007年-2011年)：ELO Part II
- ルイス・クラーク (Louis Clark) - キーボード (2000年 -2021年)：ELO/ELO Part II ※2021年死去

### ラインナップの変遷
| メンバー | スタジオ・アルバム                                                                                                 |
| --- | --- |
| 1970年 - 1971年 - ロイ・ウッド - ボーカル、ギター、チェロ - ジェフ・リン - ボーカル、ギター - ベヴ・ベヴァン - ドラム - リック・プライス - ベース | — |
| 1971年 - ロイ・ウッド - ボーカル、ギター、ベース、チェロ、オーボエ - ジェフ・リン - ボーカル、ギター、ベース - ベヴ・ベヴァン - ドラム - ビル・ハント - ブラス - スティーブ・ウーラム - ヴァイオリン | - エレクトリック・ライト・オーケストラ（1972年12月）                                                               |
| 1972年1月 - 1972年7月 - ロイ・ウッド - ボーカル、ギター、ベース、チェロ、サクソフォーン - ジェフ・リン - ボーカル、ギター、ベース - ベヴ・ベヴァン - ドラム - ビル・ハント - ピアノ、フレンチ・ホルン - リチャード・タンディ - ベース、ピアノ - ウィルフレッド・ギブソン - ヴァイオリン - アンディー・クレイグ - チェロ - ヒュー・マクダウェル - チェロ - マイク・エドワーズ - チェロ | — |
| 1972年8月 - 1973年5月 - ジェフ・リン - ボーカル、ギター - ベヴ・ベヴァン - ドラム - リチャード・タンディ - ピアノ、モーグ・シンセサイザー - マイク・デ・アルバカーキ - ベース、バック・ボーカル - ウィルフレッド・ギブソン - ヴァイオリン - コリン・ウォーカー - チェロ - マイク・エドワーズ - チェロ                                                                                 | - ELO2（1973年1月）                                                                                                |
| 1973年5月 - 1973年9月 - ジェフ・リン - ボーカル、ギター - ベヴ・ベヴァン - ドラム - リチャード・タンディ - ピアノ、モーグ・シンセサイザー - マイク・デ・アルバカーキ - ベース、バック・ボーカル - ミク・カミンスキー - ヴァイオリン - マイク・エドワーズ - チェロ | - 第三世界の曙（1973年11月）                                                                                       |
| 1973年9月 - 1974年 - ジェフ・リン - ボーカル、ギター - ベヴ・ベヴァン - ドラム - リチャード・タンディ - ピアノ、モーグ・シンセサイザー - マイク・デ・アルバカーキ - ベース、バック・ボーカル - ミク・カミンスキー - ヴァイオリン - マイク・エドワーズ - チェロ - ヒュー・マクダウェル - チェロ                                                                                        | - エルドラド（1974年9月）                                                                                          |
| 1975年 - 1979年（最も有名なラインナップ） - ジェフ・リン - ボーカル、ギター - ベヴ・ベヴァン - ドラム - リチャード・タンディ - ピアノ、モーグ・シンセサイザー - ケリー・グロウカット - ボーカル、ベース - ミク・カミンスキー - ヴァイオリン - メルヴィン・ゲイル - チェロ - ヒュー・マクダウェル - チェロ                                                                             | - フェイス・ザ・ミュージック（1975年9月） - オーロラの救世主（1976年9月） - アウト・オブ・ザ・ブルー（1977年10月） |
| 1979年 - 1981年 - ジェフ・リン - ボーカル、ギター - ベヴ・ベヴァン - ドラム - リチャード・タンディ - ピアノ、モーグ・シンセサイザー - ケリー・グロウカット - ボーカル、ベース | - ディスカバリー（1979年5月） - ザナドゥ（1980年8月） - タイム（1981年7月）                                        |
| 1981年 - 1982年 - ジェフ・リン - ボーカル、ギター - ベヴ・ベヴァン - ドラム - リチャード・タンディ - ピアノ、モーグ・シンセサイザー - ケリー・グロウカット - ボーカル、ベース ツアーメンバー： - ミク・カミンスキー - ヴァイオリン - ルイス・クラーク - ストリング・シンセサイザー - デイヴ・モーガン - アコースティックギター、バック・ボーカル                                      | — |
| 1983年 - ジェフ・リン - ボーカル、ギター - ベヴ・ベヴァン - ドラム - リチャード・タンディ - ピアノ、モーグ・シンセサイザー - ケリー・グロウカット - ボーカル、ベース | - シークレット・メッセージ（1983年6月）                                                                            |
| 1986年 - ジェフ・リン - ボーカル、ギター、ベース - ベヴ・ベヴァン - ドラム - リチャード・タンディ - ピアノ、モーグ・シンセサイザー ツアーメンバー： - ミク・カミンスキー - ヴァイオリン - ルイス・クラーク - ストリング・シンセサイザー - デイヴ・モーガン - アコースティックギター、バック・ボーカル - マーティン・スミス - ベース、バック・ボーカル                                 | - バランス・オブ・パワー（1986年2月）                                                                              |

## ディスコグラフィ

### スタジオ・アルバム
- 『エレクトリック・ライト・オーケストラ』 - Electric Light Orchestra (英国盤) / No Answer (各国盤)[注釈 7] (1971年) ※全英32位・全米196位

「電灯楽団」らしく、電球を大きくフィーチャーしたジャケット・デザイン。
- 『ELO2』 - Electric Light Orchestra II (1973年) ※全英35位・全米62位
- 『第三世界の曙』 - On The Third Day (1973年) ※全英46位・全米52位

メンバーの意向に反して、海賊姿のメンバーの写真を大きくあしらったジャケット・デザインで発売された。現在のリマスター版は、元々のジャケット・デザインに変更して発売されている。
- 『エルドラド』 - Eldorado (1974年) ※全英40位・全米16位

映画『オズの魔法使』の一場面をフィーチャーしたジャケット・デザイン。
- 『フェイス・ザ・ミュージック』 - Face the Music (1975年) ※全英30位・全米8位

電気椅子をフィーチャーしたジャケット・デザイン。
- 『オーロラの救世主』 - A New World Record (1976年) ※全英6位・全米5位

アルバム・タイトル「A New World Record」は、ミュンヘン・オリンピックのテレビ中継の「世界新記録」というテロップから取ったもの。
- 『アウト・オブ・ザ・ブルー』 - Out of the Blue (1977年) ※全英・全米4位

UFO型宇宙船をあしらったジャケット・デザインは、長岡秀星によるもの。
- 『ディスカバリー』 - Discovery (1979年) ※全英1位・全米5位

『千夜一夜物語』の「アリババと40人の盗賊」をイメージしたジャケット・デザイン。
- 『ザナドゥ』 - Xanadu (1980年) ※全英2位・全米4位、サウンドトラック

オリビア・ニュートン＝ジョン主演の同名映画のサントラ盤。片面がELOサイド、もう片面がONJサイドと呼ばれていた（どちらがA面でB面かの設定は、国により異なる）。アルバム・映画と同名の曲はELOサイドに収録。
- 『タイム』 - Time (1981年) ※全英1位・全米16位
- 『シークレット・メッセージ』 - Secret Messages (1983年) ※全英4位・全米36位
- 『バランス・オブ・パワー』 - Balance of Power (1986年) ※全英9位・全米49位
- 『ズーム』 - Zoom (2001年) ※全英34位・全米94位

活動休止より15年ぶりのアルバム。元ビートルズのジョージ・ハリスンとリンゴ・スターがゲスト参加。メンバーは、ジェフのみであるが、一部に元メンバーのリチャード・タンディが参加。

### ライブ・アルバム
- 『ELOライブ〜ザ・ナイト・ザ・ライト・ウェント・オン』 - The Night The Light Went On (In Long Beach) (1974年)
- Live At Wembley '78 (1998年)
- Live At Winterland '76 (1999年)
- 『ライヴ』 - Electric Light Orchestra Live (2013年)

「Zoom Tour Live」(2001年)からの音源。ボーナス・トラックにて未発表曲も収録。
- 『ウェンブリー・オア・バスト』　-　Wembley Or Bust (2017年) (Jeff's Lynne ELO)

### コンピレーション・アルバム
- Olé ELO (1976年) ※全米32位
- 『グレイテスト・ヒッツ』 - ELO's Greatest Hits (1979年) ※全英7位・全米30位
- 『アフターグロウ〜ELOアンソロジー』 - Afterglow (1990年)

シングルB面曲、アルバム未収録曲を収録
- 『ベスト・オブ・ELO』 - Strange Magic:The Best of (1995年)
- 『フラッシュバック』 - Flashback (2000年)

アルバム未収録曲、未発表曲、新録曲を収録
- 『エッセンシャル・ELO』 - The Essential Electric Light Orchestra (2003年)
- 『オール・オーヴァー・ザ・ワールド』 - All Over The World:The Very Best Of (2005年) ※全英1位
- 『ミスター・ブルー・スカイ〜ベリー・ベスト・オヴ・エレクトリック・ライト・オーケストラ』 - Mr. Blue Sky: The Very Best Of Electric Light Orchestra (2012年)

すべて新録音によるベスト。11年ぶりの新曲「Point of No Return」収録

### 後継バンドのアルバム
ELO Part II名義
- 『銀河の探索者』 - Electric Light Orchestra Part Two (1991年)
- Performing ELO's Greatest Hits Live (1992年) ※ライブ
- 『モーメント・オブ・トゥルース』 - Moment of Truth (1994年)
- One Night - Live in Australia (1996年) ※ライブ

The Orchestra名義
- No Rewind (2001年)
- The Orchestra Live (2008年) ※ライブ
- Anthology – 20 Years and Counting... (2009年) ※コンピレーション

ジェフ・リンズELO名義
- 『アローン・イン・ザ・ユニバース』 - Alone In The Universe (2015年) ※全英4位・全米23位
- 『フロム・アウト・オブ・ノーウェア』 - From Out Of Nowhere (2019年)※全英1位・全米47位

### シングル
UK盤
1972年
- 10538 序曲  (UK; 9)

1973年
- ロール・オーバー・ベートーヴェン  (UK; 6)
- ショウダウン  (UK; 12)

1974年
- いとしのベル  (UK; 22)
- 見果てぬ想い  (UK; -)

1975年
- イーヴィル・ウーマン  (UK; 10)

1976年
- ストレンジ・マジック  (UK; 38)
- オーロラの救世主  (UK; 4)

1977年
- 哀愁のロッカリア  (UK; 9)
- テレフォン・ライン  (UK; 8)
- ターン・トゥ・ストーン  (UK; 18)

1978年
- ミスター・ブルー・スカイ  (UK; 6)
- ワイルド・ウエスト・ヒーロー  (UK; 6)
- スウィート・トーキン・ウーマン  (UK; 6)

1979年
- シャイン・ラヴ  (UK; 6)
- ホレスの日記  (UK; 8)
- ドント・ブリング・ミー・ダウン  (UK; 3)
- コンフュージョン / ロンドン行き最終列車  (UK; 8)

1980年
- アイム・アライヴ  (UK; 20)
- ザナドゥ - feat. オリヴィア・ニュートン・ジョン  (UK; 1)
- オール・オーヴァー・ザ・ワールド  (UK; 11)
- ドント・ウォーク・アウェイ  (UK; 21)

1981年
- ホールド・オン・タイト  (UK; 4)
- トワイライト  (UK; 30)
- チケット・トゥ・ザ・ムーン / ヒア・イズ・ザ・ニュース  (UK; 24)

1983年
- ロックン・ロール・イズ・キング  (UK; 13)
- シークレット・メッセージ  (UK; 48)
- フォー・リトル・ダイアモンド  (UK; 84)

1986年
- コーリング・アメリカ  (UK; 28)
- SO・シリアス  (UK; 77)
- 悲しみの地平線  (UK; 97)

US盤
1972年
- 10538 序曲  (US; -)

1973年
- ロール・オーバー・ベートーヴェン   (US; 42)
- ショウダウン   (US; 53)

1974年
- 大いなる夜明け  (US; 87)
- 見果てぬ想い  (US; 9)

1975年
- イーヴィル・ウーマン  (US; 10)

1976年
- ストレンジ・マジック  (US; 14)
- オーロラの救世主  (US; 13)

1977年
- ドゥ・ヤ  (US; 24)
- テレフォン・ライン  (US; 7)
- ターン・トゥ・ストーン   (US; 13)

1978年
- スウィート・トーキン・ウーマン  (US; 17)
- ミスター・ブルー・スカイ  (US; 35)
- 哀愁の果て  (US; 75)

1979年
- シャイン・ラヴ  (US; 8)
- ドント・ブリング・ミー・ダウン   (US; 4)
- コンフュージョン  (US; 37)
- ロンドン行き最終列車  (US; 39)

1980年
- アイム・アライヴ   (US; 16)
- ザナドゥ - feat. オリヴィア・ニュートン・ジョン  (US; 8)
- オール・オーヴァー・ザ・ワールド  (US; 13)
- ドント・ウォーク・アウェイ  (UK; 21)

1981年
- ホールド・オン・タイト   (US; 10)
- トワイライト  (US; 38)
- さらばロンリー・レイン  (US; 101)

1983年
- ロックン・ロール・イズ・キング  (US; 19)
- フォー・リトル・ダイアモンド  (US; 86)
- ストレンジャー (US; 105)

1986年
- コーリング・アメリカ  (US; 18)
- SO・シリアス  (US; -)

### アルバム未収録曲（のちのボーナス・トラック等）
1971年
- Jeff's Boogie #2 (Live)
- Great Balls Of Fire (Live)

First Light Series: Electric Light Orchestra (2001)
1973年
- Showdown - シングル『Showdown』

On The Third Day (1973)
- Everyone's Born To Die
- Your World (Take 2)
- Get A Hold Of Myself (Take 2)

First Light Series: ELO 2  (2003)
- Interludes

On The Third Day Remaster (2006)
- Baby I Apologise

Early ELO (1971-1973) (1991)
1974年
- Daytripper (Single Version) - シングル『Daytripper』

未CD化
- Dark City (Demo)
- Eldorado Instrumental Medley

Eldorado Remaster (2001)
- Indian Queen

Flashback (2000)
1976年
- Surrender

New World Record, A Remaster (2006)
1977年
- The Quick And The Daft
- Latitude 88 North

Out Of The Blue Remaster (2007)
1979年
- Second Time Around (Demo)
- Little Town Flirt

Discovery Remaster (2001)
1980年
- Drum Dreams - シングル『I'm Alive』B面

未CD化
1981年
- The Bouncer

Afterglow (box set) (1990)、Time Remaster (2001)
- When Time Stood Still - シングル『Hold On Tight』B面
- Julie Don't Live Here - シングル『Twilight』B面

Time Remaster (2001)
- The Bouncer(Single Version) - シングル『Four Little Diamonds』B面

未CD化
1983年
- Buildings Have Eyes - シングル『Secret Messages』B面
- Hello My Old Friend
- Mandalay

Afterglow (box set) (1990)
- No Way Out

Afterglow (box set) (1990)、Secret Messages Remaster (2001)
- After All - シングル『Rock 'N' Roll Is King』B面

Flashback (2000)、Secret Messages Remaster (2001)
- Endless Lies(1983 Version)

Secret Messages Remaster (2001)
1986年
- E.L.O. Megamix - シングル『Getting To The Point』B面

未CD化
- Matter Of Fact (Alternate Lyrics) - シングル『So Serious』(12インチ)B面

未CD化
- Matter of Fact - シングル『So Serious』B面
- Destination Unknown - シングル『Calling America』B面

Afterglow (box set) (1990)、Balance Of Power Remaster (2007)
- Opening
- Heaven Only Knows(Alternate version)
- In for the Kill
- Caught in a Trap - シングル『Calling America』B面

Balance Of Power Remaster (2007)
1992年
- Cold Feet

Electric Light Orchestra Live　Bonus tracks　(2013)
2000年
- Grieg's Piano Concerto In A Minor
- Tears In Your Life
- Xanadu (new version)
- Love Changes All
- Helpless
- Who's That?

Flashback (2000)
2004年
- One Day

Zoom Remaster (2013)
2010年
- Out of Luck

Electric Light Orchestra Live　Bonus tracks　(2013)
2012年
- Point of No Return

Mr. Blue Sky: The Very Best of Electric Light Orchestra (2012)
2013年
- Lucky Motel

Zoom Remaster (2013)